# Langobardisk (sprog)
Langobardisk eller longobardisk er et uddødt sprog der blev brugt af langobarderne, et germansktalende folk der slog sig ned i Italien i det 6. århundrede. Sproget forfaldt fra det 7. århundrede, men kan have været delvist i brug så længe som til det det 10. århundrede. Sproget er i dag kun bevaret i fragmenter, hovedsagelig som individuelle ord i latinske tekster.
Grundet manglen på longobardiske tekster er det ikke i dag muligt at bestemme sprogets morfologi eller syntaks. Sprogets sprogfamilie bestemmes udelukkende ud fra dets fonologi. På baggrund af indikationer der viser at longobardisk gennemgik den højtyske lydforskydning – endda var et af de første germanske sprog til at gennemgå denne proces – bliver det klassificeret som et herminone- eller højtyskdialekt . Krønikeskriveren Paulus Diaconus (720-799) nævner i Historia gentis Langobardorum en hertug ved navn Zaban (574), som viser /t/ er forskudt til /ts/. Betegnelsen stolesazo i longobardernes lovsamling Edictum Rothari (nedskrevet på latin) viser den samme forskydning. Mange navne i longobardiske kongefamilier viser ligeledes forskudte konsonanter, i særdeleshed /p/ < /b/ i de følgende navnedele:
- pert < bert: Aripert, Godepert
- perg < berg: Perctarit, Gundeperga (datter af kong Agilulf)
- prand < brand: Ansprand, Liutprand

Det har været foreslået at denne lydforskydning endda kan være opstået i longobardisk.
Tidligere blev langobarderne klassificeret som tilhørende ingvæonerne (dansk-/nordtysk-germanske stammer), men denne klassifikation anses i dag som forkert. Klassifikationen af longobardisk inden for de germanske sprogfamilier kan være besværliggjort af ortografiske forhold. Ifølge Hutterer (1999) lå det tæt på gammelsaksisk. Den romerske historieskriver Tacitus (56-117) mente at longobarderne var et svebisk folkeslag, mens Paulus Diaconus og Codex Gothanus (9. århundrede) mente at de oprindelig var udvandret fra Skandinavien, havde gjort holdt ved Elben, for siden igen at drage videre til Italien.
Longobardiske fragmenter er bevaret i runeindskrifter i latiniseret form, og i transskriptioner under påvirkning af oldhøjtysk ortografi. Dette "langobardiske alfabet" består af følgende grafem:
a, b, c, d, e, f, g, h, i, j, k, l, m, n, o, p, q(u), r, s, ʒ, t, þ, u, w, z
qu svarer til en [kw]-lyd. ʒ er [s]. Således bliver f.eks. skauʒ [skaus] (="livmoder"). z er [ts]. h er [h] i starten af ord og [x] andetsteds.

## Primære kilder
Blandt de primære langobardiske kildetekster er korte inskriptioner i ældre runealfabeter.
- Iblandt dem en amuletæske af bronze som blev udgravet fra en rig kvindes grav dateret til omkring år 600.

På låget:      

Transskription: arogisd. Arogisd/Arogist/Arogast var et navn. Sandsynligvis runeskriveren.
På underside:            :      

Transskription: alaguþleuba : dedun. "Alaguth (og) Leuba gjorde (den)", Alaguth og Leuba er to pigenavne. "dedun" = "de gjorde, lavede", lig oldhøjtysk: tuon="at lave, gøre".
- Også to sølvhårspænder udgravet fra en kvindegrav fra Pallersdorf, Ungarn og dateret til omkring midten af det 6. århundrede.

Spænde A:       :   
Transskription: godahid unj[a] = "(Til) Godahi(l)d (med) glæde(?)"
Spænde B:         :     
Transskription: (k?)arsiboda segun = " Arsibodas velsignelse(?)".
- Sværdet fra Pernik, et sværd udgravet i det vestlige Bulgarien synes at indeholde en inskription der kunne være den tidligste nedskrevet tekst på longobardisk.

HININIhVILPIDHINIhVILPN (= "IH INI NI HUIL PID -- (I)H INI HUIL PN").
I 2005 offentliggjorde et hold bulgarske forskere at de havde tydet teksten til at betyde: "Jeg venter ikke på evigheden, jeg er evigheden"/"Jeg venter ikke på Tiden, jeg er Tiden"
- Der eksisterer også en række latinsksprogede tekster der indeholder longobardiske navne, og longobardiske lovsamlinger (nedskrevet på latin) indeholder begreber der er taget fra longobardisk sprog. Disse skrifter omfatter:
  - Origo gentis Langobardorum
  - Paulus Diaconus, Historia gentis Langobardorum
  - Historia Langobardorum codicis Gothani
  - Edictum Rothari